# Love by the Light of the Moon
Love by the Light of the Moon è un cortometraggio muto del 1901 diretto da Edwin S. Porter al quale viene attribuita anche la fotografia del film.

## Trama
In un giardino, due innamorati si siedono su una panchina sotto la luna. Il faccione dell'astro si illumina di un grande sorriso. Mentre la coppia amoreggia, la luna strizza complice l'occhio per poi scendere giù dal cielo: quando la coppia vede la luna così vicina, la donna sviene tra le braccia del compagno.

## Produzione
Il film fu prodotto dalla Edison Manufacturing Company.

## Distribuzione
Distribuito dalla Edison Manufacturing Company, il film - un cortometraggio di 21,34 metri - uscì nelle sale cinematografiche degli Stati Uniti il 23 marzo 1901. La pellicola, ancora esistente, è stato distribuito dalla Nostalgia Family Video in VHS e dalla Classic Video Streams in DVD.